# پیلوت‌تاون (لوئیزیانا)
پیلوت‌تاون (به انگلیسی: Pilottown) یک محدوده ثبت‌نشده و شهری متروکه در ایالات متحده آمریکا است که در لوئیزیانا واقع شده‌است. این محلهٔ متروکه در گذشته به عنوان پایگاهی برای پایلوت‌های دریایی برای هدایت کشتی‌ها در راستای بار رودخانه و بالا و پایین رود می‌سی‌سی‌پی استفاده می‌شد. پیلوت‌تاون ۰ نفر جمعیت دارد.